# Bivetiella cancellata
Bivetiella cancellata là một loài ốc biển, là động vật thân mềm chân bụng sống ở biển trong họ Cancellariidae.

## Miêu tả
Loài này có kích thước giữa 20mm và 50 mm.

## Phân bố
Loài này phân bố ở vùng biển châu Âu, Địa Trung Hải và ở Đại Tây Dương dọc theo quần đảo Canaria, Cabo Verde, West Africa và Angola.

## Hình ảnh

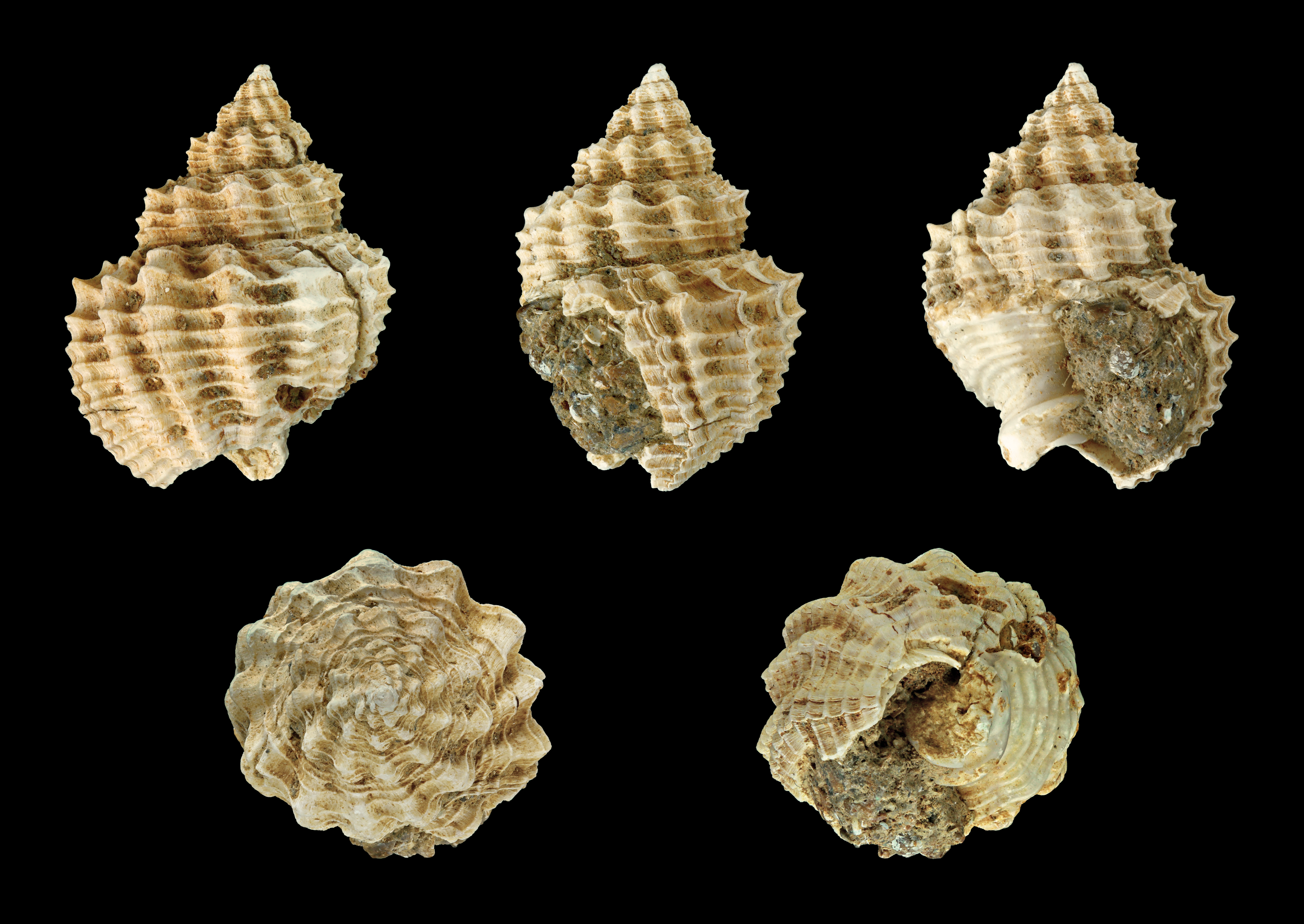
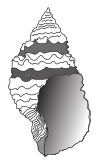